# 脇坂明
脇坂 明（わきさか あきら、1953年4月9日 - ）は、日本の経済学者。学習院大学経済学部教授。専門は、労働経済学。主要な研究テーマは、ワーク・ライフ・バランス、人事労務管理、女性労働などである。

## 略歴
- 1953年　富山県高岡市に生まれる[1]。

### 学歴
- 1977年　京都大学経済学部卒業
- 1982年　京都大学大学院経済学研究科博士課程単位修得退学
- 1999年　経済学博士（京都大学）取得

### 職歴
- 1982年 - 1999年　岡山大学助手、講師、助教授、教授
- 1999年～　学習院大学経済学部教授、日本ハムのファン

#### 学外における活動
日本経済学会、社会政策学会、日本人口学会、キャリアデザイン学会（常務理事）、日本労務学会に所属。内閣府男女共同参画会議　監視・影響調査専門会ワーキングチーム委員、東京都男女平等参画審議会委員（起草委員会委員、専門調査会会長）、東京都新宿区男女共同参画推進会議委員、厚生労働省今後の仕事と家族の両立に関する研究会委員などに従事。2007年学習院大学経済経営研究所でWLB（ワーク・ライフ・バランス）指標を開発。

#### 調査（近年）
- 『短時間正社員の可能性についての調査報告書』（東京都産業労働局産業政策部, 2003年）
- 『電機連合 21世紀生活ビジョン研究会報告』（電機連合, 2007年）
- 『仕事と家庭の両立支援にかかわる調査』（労働政策研究・研修機構, 2007年）
- 『短時間正社員に関する研究会報告書』（アイデム, 2009年）

## 著書

### 単著
- 『会社型女性―昇進のネックとライフコース』（同文館, 1990年）
- 『職場類型と女性のキャリア形成・増補版』（御茶の水書房, 1998年）
- 『日本型ワークシェアリング』（PHP新書, 2002年）

### 共著
- 『雇用慣行の変化と女性労働』（東京大学出版会, 1997年）
- 『リーディングス日本の労働1　労働市場の制度と政策』（日本労働研究機構編, 1997年）
- 『職場のキャリアウーマン』（東洋経済新報社, 1988年）
- 『サービス経済の基礎分析』（御茶の水書房, 1989年）
- 『経済・経営を楽しむ35のストーリー』（東洋経済新報社, 2000年）
- 『ジェンダー・マネンジメント-21世紀型男女共創企業に向けて』（東洋経済新報社, 2001年）
- 『雇用政策の経済分析』（東京大学出版会, 2001年）
- 『マイクロビジネスの経済分析』（東京大学出版会, 2002年）
- 『グローバリゼーションと社会政策』（法律文化社, 2002年）
- 『働く女性の21世紀-いま、働く女性に労働組合は応えられるか』（第一書林, 2002年）
- 『「Women at work」　in M.Sako and H.Sato eds., Japanese Labour and Management in Transition -- diversity,flexibility and participation.』（London and NY;Routledge, 1997年）
- 『「Why is the part-time rate higher in Japan than in South Korea」(with Haesun Bae) in Jacqueline O'Reilly and Colette Fagan eds., Part-time Prospects -- an international comparison of part-time work in Europe, North America and the Pacific Rim 』（London and NY;Routledge, 1998年）
- 『成長と人材—伸びる企業の人材戦略』（勁草書房, 2003年）
- 『個と組織の成果主義』（中央経済社, 2003年）
- 『成長と人材—伸びる企業の人材戦略』（勁草書房, 2003年）
- 『高度成長のなかの社会政策—日本における労働家族システムの誕生』（ミネルヴァ書房, 2004年）
- 『経営戦略としてのワーク・ライフ・バランス』（第一法規, 2008年）
- 『『人を生かす企業が伸びる』（勁草書房, 2008年）

### 訳書
- 『不平等をうみ出すもの』レスター・サロー（小池和男と共訳）』（同文館, 1984年）